# Elizabeth Allan

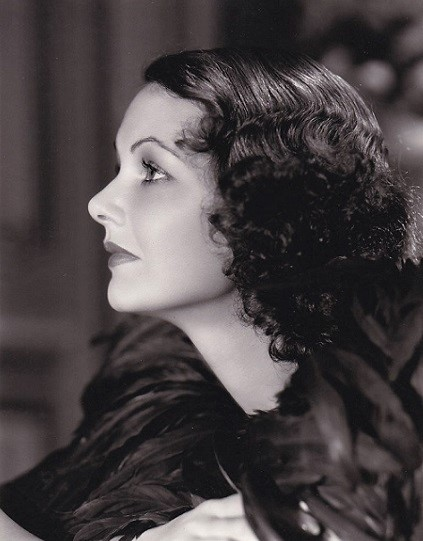
Elizabeth Allan (Foto von Elmer Russell Ball, 1935)

Elizabeth Allan (* 9. April 1908 in Skegness, Lincolnshire, England; † 27. Juli 1990 in Hove, East Sussex, England) war eine britische Schauspielerin.

## Leben
Sie gab 1931 in Chin Chin Chinaman ihr Filmdebüt. Nach zahlreichen unbedeutenden Filmen ging sie 1934 nach Hollywood und spielte neben Robert Montgomery die weibliche Hauptrolle in Ein Unbekannter mordet. 1935 spielte sie in einer Nebenrolle die willensschwache Mutter von David Copperfield in der gleichnamigen Dickens-Verfilmung. Daraufhin durfte sie neben Ronald Colman die Hauptrolle in Flucht aus Paris, einer weiteren aufwendigen Dickens-Verfilmung, spielen. Im selben Jahr kam sie zudem in dem Horrorfilm Das Zeichen des Vampirs zum Einsatz. Ein Jahr später stand Allan in Die Kameliendame an der Seite von Greta Garbo vor der Kamera. 
Bald darauf bekam sie jedoch nicht mehr die Rollen, die sie spielen wollte. So bemühte sie sich vergeblich um die Hauptrolle in Die Zitadelle, die letztlich Rosalind Russell erhielt. Ihre Filmauftritte wurden daraufhin seltener und sie verlegte ihren Lebensmittelpunkt zurück nach England. 1951 war sie in einer Nebenrolle an der Seite von James Stewart und Marlene Dietrich in Die Reise ins Ungewisse zu sehen. In den 1950er- und 1960er-Jahren trat sie regelmäßig in der britischen Fernsehsendung What’s My Line, der englischsprachigen Version von Was bin ich?, als Mitglied des Rateteams auf. 1958 drehte Allan ihren letzten Film Grip of the Strangler, in dem sie als Ehefrau von Boris Karloff auftrat, im britischen Fernsehen übernahm sie aber noch bis Ende der 1960er-Jahre Rollen. 
1932 heiratete sie Wilfred J. O Bryen, die Ehe hielt bis zu dessen Tod im Jahr 1977.

## Filmografie (Auswahl)
- 1931: Chin Chin Chinaman
- 1932: The Lodger
- 1933: Ein Mann geht seinen Weg (Looking Forward)
- 1934: Men in White
- 1934: Ein Unbekannter mordet (The Mystery of Mr. X)
- 1935: David Copperfield
- 1935: Das Zeichen des Vampirs (Mark of the Vampire)
- 1935: Flucht aus Paris (A Tale of Two Cities)
- 1936: Ein aufsässiges Mädchen (A Woman Rebels)
- 1936: Die Kameliendame (Camille)
- 1937: The Soldier and the Lady
- 1937: Das Sklavenschiff (Slave Ship)
- 1942: Der große Händel (The Great Mr. Handel)
- 1942: Went the Day Well?
- 1949: Frauen im gefährlichen Alter (That Dangerous Age)
- 1951: Die Reise ins Ungewisse (No Highway)
- 1953: Das Herz aller Dinge (The Heart of the Matter)
- 1958: Grip of the Strangler